# 外国人登録制度
外国人登録制度（がいこくじんとうろくせいど）は、日本において、市町村と特別区で作成されていた外国人の住民に関する記録であった。2012年（平成24年）7月に制度そのものが廃止され、現在は在留カードとなり、日本の外国人も住民基本台帳で管理されている。

## 概要
作成は、外国人本人の申請に基づいて行われた。各市区町村ごとに、その管内に居住する外国人の外国人登録原票が保管され、現住所の証明、人口の調査などに利用されていた。日本に連続90日を超えて滞在しようとする外国人（無国籍者を含む）は、在日米軍将兵や外交官などの一部例外を除いて、必ず登録する義務があった。
この制度の基本方針は、GHQ（連合国軍最高司令官総司令部）の指令「日本における非日本人の入国及び登録に関する覚書」（SCAPIN-852）によってなされた。この制度の詳細は外国人登録法で規定されていた。

## 外国人登録原票の記載情報
- 外国人登録番号
- 登録年月日
- 氏名
- 出生の年月日
- 男女の性別
- 国籍及び国籍国における居住地
- 出生地
- 職業
- パスポート番号及び発行年月日
- 上陸許可日
- 在留の資格及び在留期間
- 住所及び住所を定めた年月日、届出年月日
- 世帯主についてはその旨及び世帯を構成する者の氏名、出生の年月日、国籍及び世帯主との続柄、世帯主でない者については世帯主の氏名及び世帯主との続柄
- 国内に父母及び配偶者で同一世帯でないものがいればその者の氏名、出生の年月日及び国籍
- 勤務所または事務所の名称及び所在地

### 登録原票の取り扱い
登録原票は、住所が移動する際にそれに伴い、新居住地へそのまま送付される。つまり、登録原票は一度作成されると、国外に出国するまで一枚で管理されることになる。その意味では、日本人の場合の住民票と戸籍の役割を併せ持っていることがわかる。

## 外国人登録証明書の交付
外国人登録を行った場合、市区町村長は、登録原票の記載事項のうち、必要な部分を記載した外国人登録証明書を交付する。この証明書は証明写真付きカード形式で、日本の外国人の身分証明書として一般的に用いられる。また、交付を受けている場合は、外国人登録証明書とパスポート、どちらか片方携帯していればよい。

## 登録原票の閲覧、写しの交付
登録原票の写しは外国人本人または同世帯のものなど限られた者が外国人登録がある市区町村役所（市区町村によっては支所、出張所等も含む）で請求事由を明らかにし、それが不当でなければ、交付を受けることができる。
日本人の住民票と異なり、外国人登録原票は非公開となっているため、本人または同一世帯の者以外は申請者や理由が限定されており、ほとんどの記載事項が省略される。

## 外国人登録制度の問題点

### 国籍のずれ
外国人登録の登録事項である「国籍等」は、国籍のほかに、外国人の属する地域を表す。

#### 韓国・朝鮮
外国人登録の国籍等の欄に「朝鮮」と表示されている者は、朝鮮半島に出自のある外国人を指すものであって、「朝鮮」という国家の存在を認めているわけではなく、その表記は登録法制度の上の記号にすぎない。韓国籍の場合は、「大韓民国」と表示されるが、韓国籍を取得していない場合は単に「朝鮮」と表示される。

#### 台湾
中華民国（台湾）国籍の者の「国籍等」の表示は、「中国」（＝中華人民共和国）とされる。これは中国大陸を代表する唯一の正統な政府として日本政府が認めるのは中華人民共和国であって中華民国ではないから。北京政府が台湾を「台湾省」としているのと同様、中国の一部だから独立国ではないという。
- この問題は、「出入国管理及び難民認定法及び日本国との平和条約に基づき日本の国籍を離脱した者等の出入国管理に関する特例法の一部を改正する等の法律」（平成21年法律第79号）が施行された後（平成24年7月施行）に、表記の問題点に関してのみ解消された。改正法の施行後は、台湾人については、在留カードの国籍等の表示が「台湾」となる。また、施行時になお有効な外国人登録証明書については、外国人本人の申し出により国籍等の欄を「中国（台湾）」と改めることができるようになる。

### 居住地のずれ
日本人の住民登録と同様に、単身赴任や遠隔地就学など認知されている居住地と外国人登録原票上の居住地が異なっている場合が多くある。

### 縦割りの住民登録制度
日本人と外国人の住民登録制度が別々になっていることに関連して、次のような指摘がある。なお、これらは、在留カードへの移行（下記参照）に伴って、日本の外国人（中長期滞在者や特別永住者など）も、日本国籍保持者同様に住民基本台帳に登録されるようになることで、概ね解消される見込みである。
- 日本人が他の市町村へ転居する場合は、原則としてそれまでの市町村に転出届、転居先市町村に転入届と、2段階の手続が必要となるが、外国人登録制度における市町村外転居では、新市町村への転入届に相当する手続（居住地変更登録）しか課されていないため、その手続を怠ると、途中の居住地が登録されなかったり、居住地が不明になったりする。
- 外国人登録者は住民基本台帳ネットワークシステム（住基ネット）の対象外で、住民票コード・住民基本台帳カードは交付されないので、それに基づいて行われる公的個人認証サービスを受けることができない。在日米軍将兵に至っては日米地位協定を根拠として、出入国管理さえされていない。
- 同居の家族・親族であることを対外的に立証する場合に、1人でも日本人が含まれている場合は注意が必要となる。日本人のみの世帯であれば住民票1枚で、外国人のみの世帯であれば外国人登録原票記載事項証明書1枚で、それぞれその世帯全員を立証することが可能であるが、日本人と外国人の混在世帯では記録制度が住民基本台帳と外国人登録原票とに分かれているため、住民票では同居親族との証明をすることはできない。ただし、外国人登録原票記載事項証明書においては（日本人も含めて）世帯構成を記載することが可能となっている。
- 外国人は日本人と同様、住民税を納めているにも拘らず、区別されていることに対して不満の声も上がっている。行政側は外国人は日本人ではないので住民制度が異なると主張している。

### 登録証明書の常時携帯義務
外国人登録証明書の常時携帯義務に関連して、次のような指摘がある。
- 登録証不携帯に対する罰則（特別永住者以外の外国人は刑事罰、特別永住者は行政罰）が道路交通法における運転免許証不携帯の処分（交通反則通告制度による行政処分止まり）に比べ重い。
- 外国人は登録証を常時携帯する義務があるのに対して、日本人は身分証明書の携帯義務がない（国民総背番号制を敷いている国では自国民も外出時は登録証必携）。この点の差異を「不当な差別的取扱いである」と指摘する意見もある。

## 新たな在留管理制度への移行
出入国管理及び難民認定法（入管法）に基づいて法務省入国管理局が行っていた情報の把握と、外国人登録法に基づいて市区町村が行っていた情報の把握とを基本的に一つにまとめ、法務大臣が在留管理に必要な情報を継続的に把握する制度の構築を図ることなどを目的とした、入管法等の一部改正法が2009年7月8日に成立し、15日に公布された。
その結果、「公布日から起算して3年を経過する日までで政令で定める日」（2012年7月9日）に新たな在留管理制度に移行し、外国人登録制度は廃止された。
法務省は、90日以上の中長期滞在者については『在留カード』を新たに交付し、在留カードを携帯することを義務付けることにした。特別永住者については、特別永住者証明書を交付することになった。加えて、特別永住者に従来課せられていた外国人登録証の携帯義務を廃止することになった。
中長期滞在者や特別永住者など、90日を超えて日本に住所を有し適法に滞在している外国人は、新たに住民票を作成し住民基本台帳に登録されることになる。なお従来は、不法滞在者についても、外国人登録が義務づけられていたが、新たな制度の基では、住民基本台帳法の適用除外とされ、登録制度の枠外となる。
また、現在の登録原票は法務大臣に送付され、新たな在留管理制度の対象とならない不法滞在者については、この制度施行後90日以内に法務大臣に対し、外国人登録証明書を返還しなければならない。